# Fausto Ramón Mejía Vallejo
Fausto Ramón Mejía Vallejo (Bejucal, Bonao, Monseñor Nouel, 15 de diciembre de 1941) es un sacerdote y obispo dominicano que actualmente se desempeña como obispo emérito de San Francisco de Macorís.

## Biografía
Fausto Ramón Mejía Vallejo, nació el 15 de diciembre de 1941, en Bejucal, Bonao, provincia Monseñor Nouel, República Dominicana. Hijo de Hirán Mejía y María Eusebia Vallejo. 

### Formación y sacerdocio
Realizó parte de sus estudios primarios y secundarios, en las escuelas Manuel Aybar y en el Liceo Elías Rodríguez. Una vez terminado el bachillerato, en 1959, fue nombrado profesor en la escuela Manuel Aybar (enero de 1960 - septiembre de 1963).
Ingresó al Seminario Menor San Pío X de Santiago de los Caballeros, el 3 de octubre de 1963, donde estudió latín de modo intensivo hasta 1965. Luego pasó al Seminario Pontificio Santo Tomás de Aquino, donde estudió Filosofía y Teología hasta 1972, y obtuvo la Licenciatura en Ciencias Religiosas y la Licenciatura en Pedagogía que concluiría en 1979 en la Universidad Autónoma de Santo Domingo al igual que la Licenciatura en Filosofía. Es fluido, además del latín, en inglés, italiano y alemán. 
Terminada su formación, vivió cuatro meses en Alemania conociendo el Instituto de Sacerdotes Diocesanos de Schönstatt, al cual pertenece, formando parte del Primer Curso Latinoamericano de dicho Instituto. 

### Ordenación y ministerio pastoral
Fue ordenado diácono en el Seminario San Pío X, por Mons. Roque Antonio Adames Rodríguez, el 15 de noviembre de 1972 y de presbítero, el 26 de noviembre del mismo año, en Bonao, por Mons. Juan Antonio Flores Santana, a la edad de 31 años. En esta misma ciudad sirvió como párroco en varias comunidades. Fue nombrado rector del Seminario Menor Santo Cura de Ars, donde se dedicó a la formación de dos generaciones de sacerdotes de la Diócesis de La Vega, y Director de la Obra Vocacional hasta el año 1979. También fue párroco de la Parroquia Sagrado Corazón de Jesús de Sabaneta.  

### Estudios posteriores
En 1979, fue enviado a Roma y obtuvo la Licenciatura en Teología Espiritual, magna cum laude, en la Pontificia Universidad Gregoriana y el doctorado en Teología, summa cum laude, en la Pontificia Universidad Lateranense.

### Otras responsabilidades pastorales
- Formador y profesor de Teología en el Seminario Pontificio Santo Tomás de Aquino (1981-1988)
- Párroco de Nuestra Señora de Fátima, Bonao (1987-1988)
- Párroco de Nuestra Señora del Carmen, Jarabacoa (1989-1991)
- Rector del Seminario Pontificio Santo Tomás de Aquino (1995-2002)
- Rector de la Universidad Católica Tecnológica del Cibao (UCATECI) (2002-2012)

### Ministerio episcopal
El 31 de mayo de 2012, el papa Benedicto XVI lo designó como nuevo obispo de la Diócesis de San Francisco de Macorís, en sustitución de Jesús María de Jesús Moya, quien llegó a la edad reglamentaria según el Derecho Canónico, convirtiéndose así en el tercer obispo de esa diócesis.
Fue consagrado el sábado 28 de julio de 2012, en el Estadio Julián Javier, por Nicolás de Jesús López Rodríguez.
Fausto Mejía es el sacerdote dominicano de mayor edad elevado al episcopado, pues tenía 70 años al momento de su elección.

### Covid-19 (Coronavirus)
El día 23 de marzo de 2020, Monseñor Fausto Mejia Vallejo fue dignosticado positivo del virus SARS-Cov-2 y la enfermedad producto del mismo (Covid-19) siendo su estado estable hasta la fecha de esta acualizacion (27 de marzo de 2020).

## Publicaciones
- La Trilogía para preparar el Nuevo Milenio
- Jesucristo Evangelio viviente del Padre (1997)
- El Espíritu Santo y nosotros (1998)
- Vamos hacia el Padre (1999)
- Vida Nueva para un siglo nuevo (2000)
- Hacia un nuevo paradigma (2002)
- El vivir que nos hace felices (2005)
- La formación en valores (2009)
- Los valores están ahí y te llaman (2010)
- El cambio que nos libera (2012)